# Regeringsformatie België 1977
Na de verkiezingen voor het federaal parlement in België op 17 april 1977 ging de formatie van een nieuwe federale regering van start. De formatie duurde 47 dagen en leidde tot de vorming van de regering-Tindemans IV.

## Verloop van de formatie

### Aanloop naar de formatie
Op 17 april 1977 vonden federale verkiezingen plaats. Aan Vlaamse kant was de christendemocratische CVP de grote winnaar, de liberale PVV leed een grote nederlaag en de Vlaams-nationalistische Volksunie ging licht achteruit. Aan Waalse kant kreeg de regionalistische Rassemblement Wallon zware klappen, ging de liberale PRLW/PL het meest vooruit en boekte de christendemocratische PSC lichte winst. De unitaire socialistische partij BSP-PSB bleef stabiel en in Brussel hield het francofone FDF stand. Bij de verkiezingen haalden de christendemocratische en socialistische partijen in beide kamers een tweederdemeerderheid, wat noodzakelijk was om een staatshervorming te kunnen doorvoeren.
Zoals het de gewoonte was ging premier Leo Tindemans (CVP) de dag na de verkiezingen het ontslag van de regering-Tindemans III (christendemocraten en liberalen) aanbieden aan koning Boudewijn, die de regering vervolgens belastte met de afhandeling van de lopende zaken. Op dinsdag 19 april begon de koning aan zijn raadplegingen en consulteerde hij Kamervoorzitter André Dequae en Senaatsvoorzitter Pierre Harmel. Op 20 april werden partijvoorzitters Wilfried Martens (CVP), André Cools (PSB), André Damseaux (PRLW), Hugo Schiltz (Volksunie) en Léon Defosset (FDF) in audiëntie ontvangen, evenals Georges Debunne, secretaris-generaal van de socialistische vakbond, en Cecil de Strycker, gouverneur van de Nationale Bank. Een dag later kwamen partijvoorzitters Paul-Henry Gendebien (RW), Frans Grootjans (PVV), Georges Gramme (PSC), Georges Mundeleer (PL), Willy Claes (BSP) en Louis Van Geyt (KPB) langs, alsook Armand Colle, voorzitter van de liberale vakbond. Op 22 april 1977 werden de consultaties afgesloten met de ontvangst van Jef Houthuys, voorzitter van de christelijke vakbond, en Raymond Pulinckx, voorzitter van werkgeversorganisatie VBO.

### Formateur Leo Tindemans (22 april - 3 juni 1977)

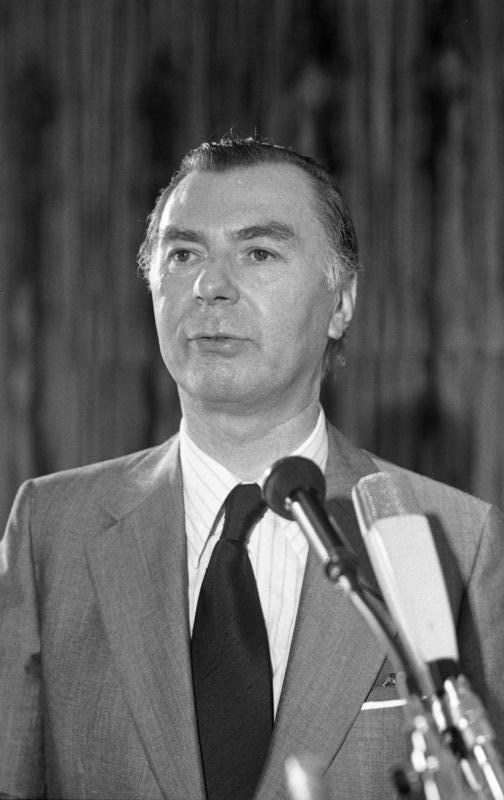
Leo Tindemans.

Na het einde van zijn consultatieronde benoemde koning Boudewijn uittredend premier Leo Tindemans tot formateur. Tindemans begon zijn opdracht met een verkenningsronde met alle partijen die vertegenwoordigd waren in het parlement, met uitzondering van Rassemblement Wallon en de KPB.
Op 26 april nodigde Tindemans de christendemocratische, socialistische en liberale partijen uit om onderhandelingen aan te vatten over een regering. Hij verwachtte de volgende dag een antwoord en zou de partijen dan zijn ontwerpprogramma voorleggen. Dat ontwerpprogramma bevatte drie hoofdstukken: een eerste over het sociaal-economisch beleid, een tweede over buitenlandse betrekkingen en defensie en een derde over een staatshervorming. De christendemocratische en liberale partijen waren bereid om onderhandelingen te beginnen, de socialisten niet. De socialisten vonden namelijk dat het geen zin had om met de liberalen te onderhandelen, vanwege de grote afstand tussen de partijprogramma's van beide politieke families, en gaven de voorkeur aan onderhandelingen met de communautaire partijen Volksunie en FDF. Daarop legde de formateur op 28 april 1977 drie vragen voor aan de voorzitters van deze twee partijen:
- Is uw partij bereid om toe te treden tot de regering?
- Zo ja, met welke partijen wil u regeren?
- Bent u bereid om te onderhandelen over een communautair akkoord vooraleer er een regering wordt gevormd?

FDF antwoordde dat de partij het liefst zou regeren met de christendemocraten en de socialisten en dat ze tijdens de regeringsonderhandelingen een globaal communautair pact wenste af te sluiten. De Volksunie sprak zich nog niet uit over regeringsdeelname en wilde eerst weten wat de standpunten van de andere partijen waren. Op communautair vlak wenste de partij een overeenkomst te sluiten over een aantal essentiële zaken, om daarna binnen de regering een aantal knelpunten in verband met de staatshervorming (vooral Brussel) weg te werken. Hieruit concludeerde de formateur, die de voorkeur gaf aan een vooraf onderhandelde staatshervorming, dat FDF wel bereid was om verder te onderhandelen en Volksunie niet. Voor de CVP kon regeringsdeelname met FDF alleen als ook de Volksunie zou meedoen, wat dus niet het geval was. Hierop besliste de formateur om opnieuw een poging te ondernemen om een regering met christendemocraten, socialisten en liberalen op de been te brengen. De socialisten bleven zich echter verzetten tegen een coalitie met de liberalen. Na langdurig overleg met de voorzitters van CVP, PSC en BSP-PSB deed Tindemans op 4 mei een ultieme oproep aan Volksunie en FDF om eerst een globaal communautair akkoord te onderhandelen en vervolgens toe te treden tot de regering. Indien deze partijen dat weigerden, zou Tindemans een rooms-rode regering vormen waarin het sociaal-economisch programma voorrang zou krijgen op een staatshervorming.
Op 5 en 6 mei gingen FDF en Volksunie akkoord om onderhandelingen aan te vatten over een communautair pact. Op 6 mei 1977 gingen de regeringsonderhandelingen van start in het Egmontpaleis. Iedere partij werd vertegenwoordigd door twee onderhandelaars. De samenstelling van de delegaties was als volgt:
- voor CVP voorzitter Wilfried Martens en Kamerlid Paul De Keersmaeker
- voor PSB voorzitter André Cools en oud-minister Léon Hurez
- voor BSP voorzitter Willy Claes en oud-minister Jef Ramaekers
- voor PSC voorzitter Georges Gramme en oud-voorzitter Charles-Ferdinand Nothomb
- voor Volksunie voorzitter Hugo Schiltz en oud-voorzitter Frans Van der Elst
- voor FDF voorzitter Léon Defosset en Kamerlid Lucien Outers

Op 17 mei werd de eerste onderhandelingsronde over de staatshervorming afgerond, waarna dezelfde dag nog de onderhandelingen over de sociaal-economische problemen van start gingen. Bij deze onderhandelingen werden de zes partijen opnieuw vertegenwoordigd door een delegatie met twee onderhandelaars, maar de partijvoorzitters werden dan wel vergezeld door een andere partijgenoot. Dit waren Begrotingsminister Gaston Geens (CVP), Kamerlid Michel Hansenne (PSC), oud-ministers Frank Van Acker (BSP) en Henri Simonet (PSB), senator Hektor De Bruyne (Volksunie) en Kamerlid François Persoons (FDF). Op 20 mei overhandigde formateur Tindemans aan de onderhandelende partijen een synthesenota waarin hij samenvatte wat er op communautair vlak al was beslist, zoals de herziening van de grondwet om de Senaat te kunnen vervangen door een Kamer van Gewesten, de bevoegdheden die de gewesten zouden krijgen en dat de gemeenschapsmateries in Brussel beheerd zouden worden vanuit Vlaanderen en Wallonië. Ook legde hij voorstellen neer over de financiering van de deelstaten.
Op 23 mei werd een ontwerpakkoord afgesloten over de sociaal-economische problemen, het buitenlands beleid en de politiek inzake defensie en ontwikkelingssamenwerking. Nu diende  nog een akkoord gesloten te worden over twee knelpunten: de grenzen van het Brussels Gewest en de fiscaliteit van de deelstaten. In de ochtend van 24 mei werd een definitief communautair akkoord bereikt, dat de geschiedenis inging als het Egmontpact. De dag nadien zetten de zes onderhandelende partijen hun handtekening onder het communautair akkoord. Dezelfde dag kwamen de onderhandelaars opnieuw samen om de details van het sociaal-economisch beleid uit te werken, waarbij beslist werd om de pensioenen en de sociale toelagen te verhogen en geen belastingverhoging of vermogensbelasting in te voeren.
Tussen 27 en 29 mei hielden CVP, PSC, BSP-PSB, Volksunie en FDF partijcongressen, waar het Egmontpact werd goedgekeurd en werd ingestemd met regeringsdeelname. Vervolgens begonnen op 30 mei de onderhandelingen over de structuur en de verdeling van de bevoegdheden binnen de regering. Op de avond van 1 juni werd hierover een akkoord bereikt. Op 2 juni overhandigde de formateur aan de koning de lijst van kandidaat-ministers en -staatssecretarissen van de regering-Tindemans IV. Het was de bedoeling dat de 23 ministers en 7 staatssecretarissen van deze regering dezelfde dag nog de eed aflegden, maar het partijbestuur van PSC weigerde om hun ministers te laten beëdigen, omdat ze ontevreden waren over het feit dat de partij slechts vier ministerposten had gekregen. Nadat formateur Tindemans voet bij stuk hield en de samenstelling van de regering weigerde aan te passen, trok het partijbestuur van PSC haar verzet in. Op 3 juni werd de nieuwe regering beëdigd. Op 7 juni 1977 werd in het parlement de regeerverklaring voorgelezen, waarna de Kamer op 9 juni en de Senaat op 10 juni 1977 hun vertrouwen gaven aan de regering.
Uiteindelijk werd het Egmontpact niet uitgevoerd. Nadat duidelijk werd dat het pact op verschillende manieren kon worden geïnterpreteerd en daardoor moeilijk in wetteksten kon worden gegoten, moesten de zes regeringspartijen het pact heronderhandelen. De besprekingen, die plaatsvonden in het Kasteel van Stuyvenberg, duurden van september 1977 tot januari 1978. Ook deze keer verliep het moeizaam om het akkoord in wetteksten te gieten, het duurde tot juli 1978 vooraleer dit werk was voltooid. Vervolgens moest de Raad van State zich over die wetteksten buigen, maar dat oordeelde dat bepaalde aspecten van het Egmontpact ongrondwettelijk waren. De CVP drong daarop aan op nieuwe onderhandelingen, maar dat werd door de Franstalige partijen geweigerd. Nadat PSB-voorzitter André Cools in de Kamerzitting van 11 oktober 1978 premier Tindemans onder druk zette om tegen het standpunt van zijn partij in te gaan en het Egmontpact zonder wijzigingen door te voeren, liet die weten dat de regering ontslag zou nemen. Vervolgens werd een overgangsregering gevormd en kwamen er op 17 december 1978 nieuwe verkiezingen. 
1919 · 1920 · 1921 · 1923 · 1924 · 1925 · 1926 · 1927 · 1929 · 1931 · mei 1932 · okt. 1932 · dec. 1932 · jun. 1934 · nov. 1934 · 1935 · 1936 · 1937 · 1938 ·  feb. 1939 · apr. 1939 · 1940 · 1944 · 1945 · feb-mrt 1946 · jul-aug 1946 · 1947 · 1948 · 1949 · jun 1950 · aug 1950 · 1952 · 1954 · jun. 1958 · nov. 1958 · 1961 · 1965 · 1966 · 1968 · 1971/72  · 1972/73 · 1974 · 1977 · 1978 · 1978/79 · apr.-mei 1980 · okt. 1980 · apr. 1981 · nov.-dec. 1981 · 1985 · oktober 1987 · 1987/88 · 1991/92 · 1995 · 1999 · 2003 · 2007 · 2008 · 2010/11 · 2014 · 2019/20 · 2024/25